# Lijst van afleveringen van Strike
Dit is een lijst van afleveringen van de Britse televisieserie Strike

## Overzicht
| Seizoen | Aantal afleveringen | Originele uitzenddatum                |  |
| ------- | ------------------- | ------------------------------------- |  |
| 1       | 3                   | 27 augustus 2017 – 3 september 2017   |  |
| 2       | 2                   | 10 september 2017 – 17 september 2017 |  |
| 3       | 2                   | 25 februari 2018 – 4 maart 2018       |  |
| 4       | 4                   | 30 augustus 2020 – 13 september 2020  |  |

## Seizoen 1 - The Cuckoo's Calling (2017)
| Nr. | Titel                         | Regisseur       | Schrijver(s) | Originele uitzenddatum |
| --- | ----------------------------- | --------------- | ------------ | ---------------------- |
| 1 | The Cuckoo's Calling - Part 1 | Michael Keillor | Ben Richards | 27 augustus 2017       |
| Robin Ellacott komt voor één week werken bij de privédetective Cormoran Strike via een interimbureau. Robin komt echter op een ongelegen moment: Strike heeft net gebroken met zijn partner en het kantoor zit in diepe schulden. Net dan komt er een nieuwe klant binnen. De klant blijkt John Bristow te zijn, de broer van Lula Landry, het bekende model dat enkele maanden voordien zelfmoord heeft gepleegd. Volgens de broer kan Lula onmogelijk zelfmoord gepleegd hebben, en is ze daarom vermoord. John Bristow huurt Strike in om de zaak te onderzoeken, en al snel vindt Strike aanwijzingen die erop wijzen dat er iets niet pluis is ... |                               |                 |              |                        |
| 2 | The Cuckoo's Calling - Part 2 | Michael Keillor | Ben Richards | 28 augustus 2017       |
| De beste vriendin van Lula Landry wordt vermoord, net nadat ze van Strike was weggelopen. Strike vermoedt dat hij op het juiste spoor zit, en gaat op onderzoek in de woonst van Lula Landry. Strike probeert ook Tansy Bestigui, de onderbuurvrouw van Lula, aan het praten te krijgen, aangezien zij op de avond van Lula's dood eerst tegen de politie verklaarde dat ze iemand bij Lula hoorde ruziemaken, waarna ze op haar verklaring terugkwam. Alle aanwijzingen brengen Strike tot de conclusie dat Lula wel degelijk werd vermoord. |                               |                 |              |                        |
| 3 | The Cuckoo's Calling - Part 3 | Michael Keillor | Ben Richards | 3 september 2017       |
| Robin weet cruciale informatie te bemachtigen van een verkoopster in een luxe kledingwinkel. Ontwerper Guy Somé herkent een kledingstuk, dat nog niet verkocht wordt, dat door de moordenaar wordt gedragen in de camerabeelden. Strike ontdekt dat Lula had afgesproken met haar halfbroer, en dat dit de reden is voor haar dood. De puzzelstukjes beginnen langzaamaan op hun plaats te vallen, wanneer Strike 's avonds laat op kantoor bezoek krijgt van de moordenaar. |                               |                 |              |                        |

## Seizoen 2 - The Silkworm (2017)
| Nr. | Titel                 | Regisseur     | Schrijver(s) | Originele uitzenddatum |
| --- | --------------------- | ------------- | ------------ | ---------------------- |
| 1 | The Silkworm - Part 1 | Kieron Hawkes | Tom Edge     | 10 september 2017      |
| Nadat Strike de moord op Lula Landry oploste, gaat het beter met de zaken. Hij heeft een heleboel nieuwe cliënten en Robin is aangebleven als zijn secretaresse, tot ontevredenheid van haar toekomstige echtgenoot. Strike wordt door Leonora Quine ingehuurd om haar echtgenoot te vinden. De bekende schrijver is reeds enkele dagen niet thuisgekomen, tot ongerustheid van zijn echtgenoot. De man is het verleden echter vaker van huis weggebleven, om dan met veel bravoure terug op te duiken. Deze keer is het echter anders. De man verdween na een heftige ruzie met zijn uitgever over een nieuw, controversieel boek. Strike ontdekt na een tijdje dat Quine mede-eigenaar is van een huis. Wanneer Strike er op onderzoek uitgaat, doet hij een gruwelijke ontdekking. |                       |               |              |                        |
| 2 | The Silkworm - Part 2 | Kieron Hawkes | Tom Edge     | 17 september 2017      |
| Strike heeft het lichaam gevonden van Owen Quine. De schrijver is op een gruwelijke wijze vermoord, die hij daarbovenop zelf beschreven heeft in zijn nieuwste, onuitgegeven werk. De politie verdenkt al snel Leonora, aangezien zij toegang had tot het manuscript waarin de moord beschreven werd. Strike is er echter van overtuigd dat Leonora onschuldig is. Samen met Robin bezoekt hij een collega-auteur en vroegere vriend van Quine, in de hoop om zo meer over de schrijver te weten te komen, en over de mogelijke dader. Strike komt tot de conclusie dat de moord op Quine een uitgekiend complot was van één hatelijke, zieke persoonlijkheid, die met de moord op Quine een heleboel mensen hoopte te treffen.                                                       |                       |               |              |                        |

## Seizoen 3 - Career of Evil (2018)
| Nr. | Titel                   | Regisseur         | Schrijver(s) | Originele uitzenddatum |
| --- | ----------------------- | ----------------- | ------------ | ---------------------- |
| 1 | Career of Evil - Part 1 | Charles Sturridge | Tom Edge     | 25 februari 2018       |
| Robin krijgt op het kantoor van Strike een pakket toegestuurd. Het pakket bevat het afgesneden been van een jonge vrouw. Strike vermoedt dat iemand uit zijn verleden met hem wil afrekenen, en hij weet de lijst met mogelijke daders tot drie terug te dringen. Ondertussen doet de dader er alles aan om Strike verdacht te maken voor de moord op de jonge vrouw. Robin ontdekt dat haar verloofde Matthew haar enkele jaren geleden bedrogen heeft, waarna ze de verloving verbreekt. Samen met Strike verlaat ze Londen voor enkele dagen om meer te weten te komen over waar de verdachten zich bevinden. |                         |                   |              |                        |
| 2 | Career of Evil - Part 2 | Charles Sturridge | Tom Edge     | 4 maart 2018           |
| De lijst met verdachten wordt teruggedrongen tot 2 personen. Robin wordt aangevallen door de moordenaar, maar ze weet te ontsnappen. Strike bezoekt verscheidene stripclubs, in de hoop om Niall Brockbank, een van de verdachten, te vinden. Robin speelt solo slim, met back-up van Shanker, een louche persoon die met Strike opgroeide. Strike beslist Robin te ontslaan na haar escapade en een advertentie uit te schrijven voor een nieuwe secretaresse. Strike hoopt zo Robin te beschermen voor de moordenaar, die nu géén interesse meer in haar heeft aangezien Strike met haar gebroken heeft.       |                         |                   |              |                        |